# عبد العزيز غنيم
عبد العزيز غنيم ممثل مصري.

## حياته ونشأته
تخرج من المعهد العالي للفنون المسرحية. بدأ مشواره الفني في الخمسينيات ممثلاً إذاعياً ثم عمل بالمسرح والسينما ثم اتجه للتليفزيون ليتفوق في أداء المسلسلات الدينية. كانت آخر أعماله مسلسل «قصة مدينة» عام 1995 ثم أختفى عن الحياة الفنية وتوفي عام 2005.

## أعماله الفنية
شارك في الإذاعة في العديد من المسلسلات النادرة مثل: أغرب القضايا - وجه ملاك - عندما يعتذر شيطان - الخطة رقم 13 - ثقوب في الثوب الأسود - ثورة عرابي - عدو الجريمة - علي الزيبق - عين الراهب – نور الإيمان - واشهد يا زمن - لحظة في عيونهم – وجه ملاك – وصية أب - يكفينا الشر - يوليوس قيصر - ملاعيب علي الزيبق. شارك في المسرح في مسرحيات: شمس النهار - الليلة نرتجل التمثيل - دائرة الطباشير القوقازية - الرجل الذي يريد أن يضحك.

## أهم أعماله في التلفزيون
- مسلسل «قصة مدينة» للمخرج أحمد خضر عام 1995
- مسلسل «ليالي الحلمية ج4» للمخرج إسماعيل عبد الحافظ عام 1992
- مسلسل «الحب في عصر الجفاف» للمخرج حسين حامد عام 1989
- مسلسل «الصعود إلى القمة» للمخرج صلاح أبو هنود عام 1985

+مسلسل «محمد رسول الله والذين معه» للمخرج أحمد طنطاوي
- مسلسل «فارس الليل التائب ابن عروس» للمخرج كمال أبو العلا عام 1979[9][10]

## قائمة أفلامه
فيلم «البيات الشتوي» للمخرج هشام أبو النصر عام 1987
فيلم «لعنة امرأة» للمخرج نيازي مصطفى عام 1974
فيلم «شيء من الخوف» للمخرج حسين كمال عام 1969
فيلم «الجزاء» للمخرج عبد الرحمن الخميسي عام 1965
فيلم «بهية» للمخرج رمسيس نجيب عام 1960
فيلم «فضيحة في الزمالك» للمخرج نيازي مصطفى عام 1959
فيلم «أبو حديد» للمخرج السيد بدير عام 1958
فيلم «جميلة» للمخرج يوسف شاهين عام 1958
فيلم «سلطان» للمخرج نيازي مصطفى عام 1958
فيلم «نهاية حب» للمخرج حسن الصيفي عام 1957
فيلم «تجار الموت» للمخرج كمال الشيخ عام 1957

## وصلات خارجية
- عبد العزيز غنيم على موقع السينما
- عبد العزيز غنيم على موقع دهليز
- عبد العزيز غنيمعلى موقع كاروهات